# Кассуле
Кассуле (фр. cassoulet, від окситанського caçolet) — запашна запіканка повільного приготування, що містить м'ясо (переважно свинячі ковбаски, баранину, гусяче та качаче м'ясо), свинячу шкіру (couennes) та звичайну квасолю. Походить з півдня Франції.
Страва отримала свою назву через посудину, в якій її традиційно готували, — касалетку. Це був глибокий круглий горщик з нахиленими боками.
Традиційною батьківщиною кассуле є регіон, колись відомий як Лангедок, особливо міста Тулуза, Каркассонн та Кастельнодарі. Мешканці останнього стверджують, що саме в їхньому місці приготували перше кассуле.

## Склад
Усі кассуле готують зі звичайної квасолі, качки або гуски конфі, ковбасок та додаткового м'яса. В кассуле Тулузи дають свинину та баранину, останню часто у формі холодної печені. Каркассоннська версія є схожою, проте містить подвійну порцію баранини та часом замість качачого туди дають м'ясо куріпки. У кассуле Кастельнодарі замість баранини присутня качка конфі.
У Франції кассуле різної вартості та якості, в банці чи бляшанці, можна придбати у супермаркетах, продуктових магазинах та м'ясних крамницях. До складу найдешевших входять лише бобові, томатний соус, ковбаски та бекон. Більш дорожчі можуть бути приготовані на гусячому жирі та містити тулузькі ковбаски, ягня, гуску чи качку конфі.
Версія високої кухні вимагає змішування попередньо смаженого м'яса з квасолею, що готувалась окремо разом з пахучими овочами, проте це йде в розріз із селянським походженням кассуле. Згідно звичаю, в процесі приготування страви сковороду деглазують від попереднього кассуле, аби отримати основу для наступного. Звідси походять історії на кшталт розказаної Елізабет Дейвід, де вона цитувала Анатоля Франсе, про те, як одне початкове кассуле розтягнули на роки, чи навіть десятки років.
В американських ресторанах термін кассуле часто застосовують до будь-якої простої й корисної запіканки, з інноваціями на кшталт лососевого кассуле. 9 січня у США є Національним днем кассуле.
Подібні техніки приготування бобових в повільному темпі та накритій посудині існують також і в багатьох інших кулінарних традиціях. Серед таких прикладів: фейжоада, фабада, пасуль, тавче ґравче та печені боби. Угорсько-єврейський суп шулет та східноєвропейська страва човлент є схожими стравами з бобових, які часто також готують у поєднанні з копченим м'ясом птиці, особливо гусячою ногою, проте письмових свідчень такого зв'язку поки що не знайдено.